# Port lotniczy Kürdəmir
Port lotniczy Kürdəmir – port lotniczy położony w Kürdəmir, w Azerbejdżanie. Obsługuje głównie połączenia krajowe.